# Bivels-Moulin
Bivels-Moulin (lb. Biwelsser Millen, niem. Bivelser Mühle) – mała miejscowość (lieu-dit) w północno-wschodnim Luksemburgu, w kantonie Vianden, w gminie Putscheid. Do 3 października 2015 miejscowość leżała w dystrykcie Diekirch.